# Mr. Jack (jeu de société)
Pour les articles homonymes, voir Mr. Jack.
Mr. Jack est un jeu de société francais créé par Bruno Cathala et Ludovic Maublanc, édité par Hurrican. Réédition légèrement modifiée d'Une ombre sur Whitechapel de Neuroludique, il se joue à deux joueurs uniquement, l'un tenant le rôle d'enquêteur et l'autre de Jack l'Éventreur. L'objectif de l'enquêteur est de découvrir sous quelle identité se dissimule Jack et de l'arrêter avant la fin des huit tours de jeu. L'objectif de Jack est d'échapper à l'enquêteur avant l'aube ou de quitter le quartier de Whitechapel (situé à Londres) en profitant de l'obscurité.
À la fin de chaque tour on procède à « l'Appel à témoin » : Jack annonce s'il se trouve « dans l'ombre » ou « dans la lumière » (des réverbères de rue). Si Jack est dans la lumière, tous les personnages dans l'ombre sont innocentés pour le reste de la partie, et vice-versa. Ainsi, graduellement, tour après tour, l'étau se resserre sur le coupable.
Il y a trois fins de partie possibles :
- Jack réussit à quitter le quartier de Whitechapel.
- L'enquêteur arrête Jack (il amène un personnage sur la case occupée par un pion suspect et l'accuse) Si l'accusation est juste l'enquêteur gagne la partie, si l'accusation est fausse c'est Jack qui gagne.
- Jack n'est pas arrêté avant la fin du huitième tour.

## Intérêt et stratégie du jeu
Mr. Jack est un jeu asymétrique, chaque joueur ayant son propre objectif, entraînant des stratégies différenciées.
Basé essentiellement sur le déplacement combinatoire des personnages sur le plan de jeu, le hasard y occupe une place assez réduite, pouvant rarement se substituer au talent pur des joueurs.
Chacun des 8 personnages dispose d'un pouvoir spécifique qui confère charme et immersion thématique au jeu, et influence le déroulement de l'enquête. Les personnages sont manipulés par les deux joueurs afin de les placer le plus judicieusement possible sur le terrain, dans le but de freiner ou faire avancer l'enquête.
Certains personnages ont un pouvoir lié au déplacement - Miss Stealthy, Sir William Gull, Sergent Goodley - d'autres changent la conformation du terrain de jeu - Inspecteur Lestrade, John Smith, Jeremy Bert, John H. Watson - et enfin le dernier - Sherlock Holmes - donne accès, pour le joueur qui le joue, à des cartes-alibis qui innocentent « secrètement » les personnages.
Jeu tendu, il est reconnu que jouer l'Enquêteur est plus facile pour débuter, car celui-ci souvent, se « contente » d'essayer de diviser en deux groupes les suspects restants : une moitié dans l'ombre, l'autre dans la lumière, tandis que Jack, généralement, tente de regrouper tous les suspects non-innocentés, soit dans l'ombre soit dans la lumière. Ainsi, le rôle de Jack est un peu plus problématique dans le sens où il doit faire preuve de discrétion en manipulant son personnage, tout en s'assurant de ne pas trop l'isoler des autres personnages encore suspects afin d'entretenir le doute chez l'enquêteur. Avec l'expérience les chances de gain s'égalisent, les statistiques du jeu en ligne établissent une probabilité de gain de 53 % pour l'Inspecteur parmi les 500 meilleurs joueurs.

## L'extension
Une extension pour Mr. Jack paraît en novembre 2008. Elle propose cinq nouveaux personnages, ainsi que de nouvelles règles de placement au début du jeu.